# Колмовский мост
Ко́лмовский мост через реку Волхов находится в Великом Новгороде. Соединяет микрорайон Колмово (левый берег) с улицей Державина и Большой Московской (правый берег). Длина моста 511 м.
Построен и сдан в эксплуатацию в 1978 году. Проект моста был разработан институтом «Ленгипротранс», руководитель группы разработчиков — Е. М. Смирнова. Мостовые переходы и транспортные развязки в районе улиц Державина и Ленинградской осуществлены по проекту конторы «Новжилкоммунпроект». Строительными работами занимался «Мостоотряд № 75», начальником которого в то время был Карлин Л. Г.
До появления Колмовского моста автотрасса Ленинград—Москва пролегала через исторический центр Новгорода с пересечением реки Волхов по мосту им. Александра Невского. Благодаря новому мосту, с 1978 года поток транзитного автотранспорта смог продвигаться в направлении Москвы или Ленинграда, не заезжая в центральную часть Новгорода.